# Скандал с сусловым молоком

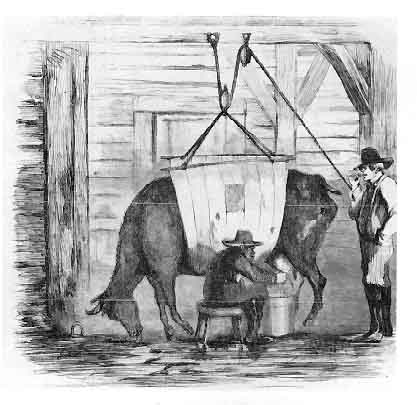
Производство «молочного пойла»: доение больной коровы, поддерживаемой в вертикальном положении с помощью верёвок (иллюстрация XIX века).

Скандал с сусловым молоком, или скандал с «молочным пойлом» (англ. Swill milk scandal) — скандал, связанный с фальсификацией продуктов питания в штате Нью-Йорк в США в 1850-х годах. Пресса того времени писала, что, по оценкам, за один год от поддельного молока умерло до 8000 младенцев.
Под названием «молочное пойло» подразумевалось молоко, надоенное у коров, которых содержали в хлевах при винокурнях и пивоварнях (так называемые алкомолочные хозяйства) и кормили суслом («пойлом»), представлявшим собой отходы деятельности этих хозяйств. После извлечения спирта из вымоченного зерна сусло все ещё содержит некоторое количество питательных веществ, поэтому экономически выгодно скармливать его коровам. Перед продажей покупателям молоко отбеливали штукатурным гипсом, сгущали крахмалом и яйцами и подкрашивали патокой. Тема «пойла» была широко представлена в газетных публикациях, памфлетах и карикатурах того времени.

## История
В мае 1858 года в «Иллюстрированной газете Фрэнка Лесли» (англ. Frank Leslie's Illustrated Newspaper) появилось разоблачение деятельности алкомолочных хозяйств Манхэттена и Бруклина, продававших «молочное пойло», надоенное у коров, которых кормили отходами деятельности этих хозяйств, а затем подмешивали в него воду, яйца, муку и другие ингредиенты, увеличивавшие объём и маскировавшие фальсификацию Алкомолочные хозяйства отличались необычайной грязью и зловонием, вызванными содержанием сотен и тысяч коров в тесных стойлах, где, будучи пожизненно привязанными, они стояли в собственном навозе, покрытые мухами и язвами и страдающие от целого ряда опасных заболеваний. Коров кормили кипящими отходами винокурен, отчего у них часто гнили зубы и возникали другие заболевания. В надоенное молоко регулярно добавляли воду, тухлые яйца, муку, жженый сахар и другие ингредиенты, маскировавшие низкое качество, а готовый продукт неправомерно продавали как «чистое деревенское молоко» или «Молоко округа Оранж».
В редакционной статье «Как мы травим наших детей» англ. «How We Poison Our Children»), опубликованной на пике скандала, газета «The New York Times» описывала «пойло» следующим образом:

«Молочное пойло», как его правильнее всего называть, — эта синеватая смесь настоящего молока, гноя и грязной воды, из которой после отстаивания выпадает желтовато-коричневый осадок, извлекаемый в хлевах при крупных винокурнях немытыми руками доярок из вымени умирающих коров, питавшихся отходами этих винокурен, — наконец-то становится невыносимым для цивилизованного общества, и раздаются требования о его полном устранении.
Оригинальный текст (англ.)The “Swill Milk,” as it is most appropriately denominated—that bluish, while compound of true milk, pus and dirty water, which, on standing, deposits a yellowish, brown sediment, that is manufactured in the stables attached to large distilleries by running the refuse distillery slops through the udders of dying cows and over the unwashed hands of milkers—is at last becoming intolerable to civilized society, and there is a demand for its utter abolition.

В статье сообщалось, что сотрудник Нью-Йоркской медицинской академии А. К. Гарднер провел расследование и установил связь использования «пойла» с повышенной детской смертностью в городе. Из почти 15 000 смертей в Нью-Йорке в 1857 году более половины пришлось на детей в возрасте до 5 лет; газета «The New York Times» писала о том, что в смерти 8000 детей виновато именно «молочное пойло». Также сообщалось, что из 136,4 т молока, поставляемого ежедневно в магазины Нью-Йорка, в прилегающей к городу сельской местности производилось не более 102,3 т.
Разоблачение в газете Фрэнка Лесли вызвало широкое возмущение, и на местных политиков было оказано сильное общественное давление с целью наказать и должным образом начать регулировать деятельность алкомолочных хозяйств, на которые жаловались как на производителей «молочного пойла». Политик из Таммани-Холла олдермен Майкл Туоми («Мясник Майк») активно защищал винокуров на протяжении всего скандала и фактически был назначен ответственным за расследование Советом по здравоохранению. Газета Фрэнка Лесли сообщала о ночных визитах Туоми в особняк владельца винокурни Брэдиша Джонсона на углу 21-й улицы и Бродвея в разгар расследования. Туоми занял центральную роль в последующих расследованиях и, вместе с олдерменами Э. Харрисоном Ридом и Уильямом Такером, защищал алкомолочные хозяйства, превратив слушания в единоличные выступления, призванные выставить критиков и органы здравоохранения шутами; в ходе выступлений он дошел до того, что называл «молочное пойло» столь же полезным для детей, что и обычное молоко. Туоми вместе с Ридом и другими успешно блокировал любые серьёзные расследование деятельности алкомолочных хозяйств и препятствовал призывам к реформам. И хотя Совет по здравоохранению оправдал владельцев этих хозяйств, возмущение общественности привело к принятию в 1862 году первых законов о безопасности продуктов питания (в виде правил употребления молока). Туоми сделал несколько безуспешных попыток заблокировать новые правила, но лишь получил новое прозвище «Туоми — Молочное пойло».

### Первый в США агитатор за чистое молоко
Одной из наиболее важных своих задач социальный реформатор, борец за права бедняков и один из основателей Нью-Йоркского общества умеренности Роберт Милхэм Хартли (1796—1881) считал устранение негативного имиджа молока и возврат ему статуса напитка питательного и безопасного для употребления. Стремление Хартли к совершенствованию человеческого общества послужило основой для его интереса к теме снабжения Нью-Йорка молоком. Как сторонник умеренности, он стремился ограничить сверхприбыли, которые получали городские винокурни и пивоварни благодаря технологической «связке» между изготовлением алкоголя и молока. Начиная с 1830-х годов, в газетных статьях и лекциях, а затем в публикации под названием «Исторический, научный и практический очерк о молоке как предмете человеческого пропитания» (англ. A Historical, Scientific, and Practical Essay on Milk as an Article of Human Sustenance), Хартли разоблачал антисанитарную практику системы производства «молочного пойла». В середине и конце XIX века Хартли в своих эссе регулярно цитировал различные места из Библии, обращаясь к городскому обществу, и утверждал, что всеобщее употребление молока поможет облегчить «грехи» общества, снизить бедность и употребление алкоголя.